# Anna Gruszecka
Anna Zofia Gruszecka (ur. 10 października 1886 w Warszawie, zm. 1 sierpnia 1966) – polska lekarka psychiatra, docent kliniki psychiatrii i neurologii Uniwersytetu Poznańskiego, autorka prac naukowych.

## Życiorys
Urodziła się 10 października 1886 w Warszawie, w rodzinie Artura Gruszeckiego i Józefy z Certowiczów, jej starszą siostrą była Aniela Gruszecka. Uczęszczała do Gimnazjum św. Anny w Krakowie, maturę zdała 6 czerwca 1904. Następnie wstąpiła na wydział lekarski Uniwersytetu Jagiellońskiego i studiowała od semestru 1904/1905 do 1907/1908. Potem studiowała medycynę na Uniwersytecie w Zurychu i Uniwersytecie Wiedeńskim, gdzie w 1912 roku otrzymała tytuł doktora wszech nauk lekarskich. Studiowała także w Szkole Nauk Społecznych w Brukseli. Następnie praktykowała w klinice chorób wewnętrznych Adolfa Strümplla w Lipsku, klinice chorób dziecięcych Clemensa Pirqueta i klinice psychiatrycznej Juliusa Wagnera-Jauregga w Wiedniu oraz w pracowni psychologicznej kliniki psychiatrii Emila Kraepelina i w oddziale neurologicznym kliniki chorób wewnętrznych Friedricha Müllera w Monachium.
Podczas I wojny światowej, w latach 1914–1916, pracowała w szpitalach wojskowych na terenie Małopolski. W latach 1916–1918 była zatrudniona w klinice neurologicznej i psychiatrycznej Uniwersytetu Jagiellońskiego. Od 1919 do 1921 zastępczyni sekundariusza Szpitala św. Łazarza w Krakowie. Od 1922 do 1939 pracowała w klinice neurologii i psychiatrii Uniwersytetu Adama Mickiewicza w Poznaniu. W 1926 roku habilitowała się. Po śmierci Stefana Borowieckiego, od września 1937 do końca 1938 zastępowała kierownika kliniki.
Podczas II wojny światowej przez rok pracowała w szpitalu psychiatrycznym w Choroszczy, potem w Kielcach. Po wojnie z powrotem w klinice neurologii i psychiatrii UAM, w 1952 roku przeszła na emeryturę.
Była autorką prac naukowych w języku polskim i niemieckim. Zajmowała się m.in. diagnostyką płynu mózgowo-rdzeniowego w zaburzeniach psychicznych i neurologicznych.

## Wybrane prace
- O mechanizmie powstawania urojeń prześladowczych. Rozprawy Akademji Lekarskiej i.e. Rozprawy Akademii Nauk Lekarskich 1 (2), 1921
- Transytywizm, utrata granic osobowości i myślenie pierwotne w schizofrenji. Poznań: Poznańskie Towarzystwo Przyjaciół Nauk, 1923
- Stosunek myślenia do przeżywania psychotycznego w pewnych przypadkach schizofrenji. Poznań: Poznańskie Tow. Przyjaciół Nauk, 1924
- Le transitivisme, la perte des limites de la personnalité et l'attitude mentale primitive dans la schizophrénie. Schweizer Archiv für Neurologie und Psychiatrie 15, s. 64–69, 1924
- Tło rozwojowe t.zw. lunatyzmu. Poznań, 1925
- Dwa przypadki narkolepsji. Polska Gazeta Lekarska, 1928
- Zafałszowania asymilacyjne u dzieci w wieku przedszkolnym. Poznań: Poznańskie Towarzystwo Przyjaciół Nauk, 1930
- Zafałszowania rzeczywistości w wieku starczym. Poznań: Poznańskie Towarzystwo Psychologiczne, 1930
- Die Müller-Ballungsreaktion im Blut und Liquor bei Krankheiten des Nervensystems[5], 1934
- Odczyn skłębienia Muellera we krwi i płynie mózgowo-rdzeniowym w schorzeniach układu nerwowego. Polska Gazeta Lekarska, 1934
- Das Syndrom der Eiweissreaktionen in der Liquordiagnostik[6], 1935